# Curral Velho
Curral Velho est une ville brésilienne du sud-ouest de l'État de la Paraíba.
Sa population était estimée à 2 781 habitants en 2007. La municipalité s'étend sur 181 km2.